# 欧塞拉普莱讷
欧塞拉普莱讷（法語：Aucey-la-Plaine，法語發音：[osɛ la plɛn]）是法国芒什省的一个市镇，属于阿夫朗什区。

## 地理
欧塞拉普莱讷（48°31'38"N, 1°28'41"W）面积9.39 平方千米，位于法国诺曼底大区芒什省，该省份为法国西北部沿海省份，西、北、东北三面环大西洋，东起顺时针与卡爾瓦多斯省、奧恩省、马耶讷省和伊勒-维莱讷省接壤。
与欧塞拉普莱讷接壤的市镇（或旧市镇、城区）包括：蓬托尔松、苏热阿勒、萨塞。

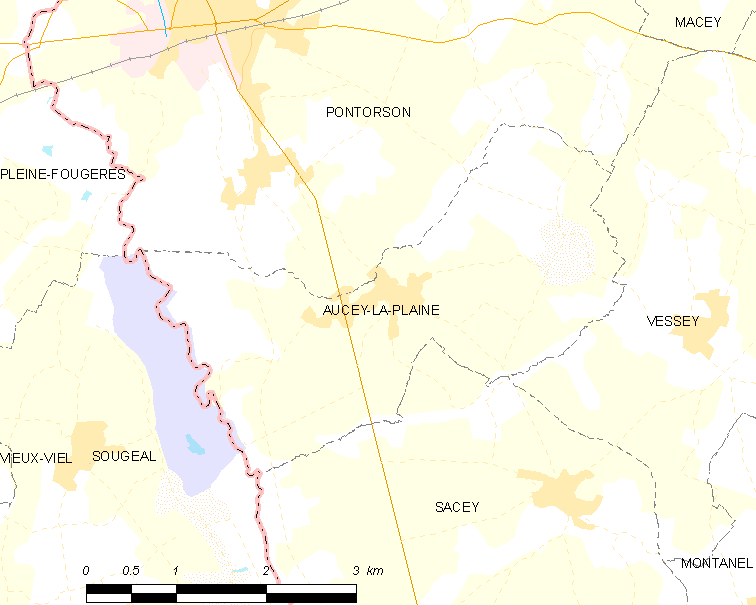
欧塞拉普莱讷的OSM定位图

欧塞拉普莱讷的时区为UTC+01:00、UTC+02:00（夏令时）。

## 行政
欧塞拉普莱讷的邮政编码为50170，INSEE市镇编码为50019。

## 政治
欧塞拉普莱讷所属的省级选区为蓬托尔松县。

## 人口

1962-2008年间欧塞拉普莱讷人口变化图示

欧塞拉普莱讷于2022年1月1日时的人口数量为413人。